# Laika Come Home
Laika Come Home – album złożony z przeróbek piosenek z płyty Gorillaz zespołu Gorillaz, które stworzył zespół Spacemonkeyz. Kiedy Damon Albarn usłyszał przeróbkę piosenki Tomorrow Comes Today, poprosił zespół Spacemonkeyz, aby stworzył właśnie ten album.
Płyta miała tylko jeden singel – Lil’ Dub Chefin’

## Lista utworów
1. „19/2000” („Jungle Fresh”) – 5:28
2. „Slow Country” („Strictly Rubbadub”) – 3:42
3. „Tomorrow Comes Today” („Bañana Baby”) – 5:29
4. „Man Research” („Monkey Racket”) – 5:57
5. „Punk” („De-Punked”) – 5:20
6. „5/4” („P.45”) – 4:27
7. „Starshine” („Dub Ø9”) – 5:17
8. „Sound Check (Gravity)” („Crooked Dub”) – 5:31
9. „New Genius (Brother)”  („Mutant Genius”) – 5:02
10. „Re Hash” („Come Again”) – 6:05
11. „Clint Eastwood” („A Fistful of Peanuts”) – 5:54
12. „M1 A1” („Lil’ Dub Chefin’”) – 5:43
13. „Slow Country (More Rubba Dub)” – 5:14 (Vinyl Bonus Track)
14. „Clint Eastwood (More Peanuts)” – 6:39 (Vinyl / Limited Edition Bonus Track)